# Raveniola lamia
Espèce
Raveniola lamia est une espèce d'araignées mygalomorphes de la famille des Nemesiidae.

## Distribution
Cette espèce est endémique du Guangxi en Chine,. Elle se rencontre dans le xian de Du'an à Jingsheng dans une grotte.

## Description
La femelle holotype mesure 10,73 mm.

## Étymologie
Son nom d'espèce lui a été donné en référence au Lamia.

## Publication originale
- Yu & Zhang, 2021 : « A new troglobitic mygalomorph spider from China (Araneae, Nemesiidae). » Acta Arachnologica Sinica, vol. 30, no 2, p. 118-122.